# ماوريسيو كوينتانايلا
ماوريسيو كوينتانايلا (بالإسبانية: Mauricio (Chino) Quintanilla)‏ هو لاعب كرة قدم سلفادوري في مركز الهجوم، ولد في 8 أكتوبر 1952 في سان سلفادور في السلفادور. شارك مع منتخب السلفادور لكرة القدم. أما مع النوادي، فقد لعب مع ديبورتيفو بيتابا ونادي أكويلا.

## وصلات خارجية
- ماوريسيو كوينتانايلا على موقع الاتحاد الدولي (مؤرشف)  (الإنجليزية)
- ماوريسيو كوينتانايلا على موقع قاعدة بيانات كرة القدم.إي يو (الإنجليزية)